# 더 쓰리 머스커티어스: 달타냥
《더 쓰리 머스커티어스: 달타냥》(프랑스어: Les trois mousquetaires: D'Artagnan)은 2023년 개봉한 프랑스의 모험 액션 영화이다.

## 출연

### 주연
- 프랑수와 시빌 : 달타냥 역
- 뱅상 카셀 : 아토스 역
- 로맹 뒤리스 : 아라미스 역
- 피오 마르마이 : 포르토스 역
- 에바 그린 : 밀라디 역

### 조연
- 루이 가렐 : 루이 13세 역
- 제이콥 포천 로이드 : 버킹엄 공작 역
- 리나 쿠드리 : 콘스탄스 보나슈 역
- 빅키 크리엡스 : 안 도트리슈 역
- 에릭 루프 : 리슐리외 추기경 역
- 마크 베르베 : 트레빌 역